# Selkäsaaret (ö i Finland, Norra Österbotten, Koillismaa, lat 65,76, long 29,36)
Selkäsaaret är en ö i Finland. Den ligger i sjön Soivionjärvi och i kommunen Kuusamo i den ekonomiska regionen  Koillismaa ekonomiska region  och landskapet Norra Österbotten, i den nordöstra delen av landet, 700 km norr om huvudstaden Helsingfors. Öns area är 0,9 hektar och dess största längd är 190 meter i öst-västlig riktning.  Notera att namnet antyder att det är fråga om flera öar.